# Клодт, Эдуард Карлович
Эдуа́рд Ка́рлович Кло́дт (родился 7 февраля 1855—23 ноября 1919) — русский полководец, генерал от инфантерии. Большую часть военной карьеры служил в Генеральном штабе. Участник Русско-японской войны 1904—1905 гг. Отправлен в отставку 9 ноября 1914 года с присвоением чина генерала от инфантерии. После Октябрьской революции был арестован ВЧК и расстрелен в Москве 23 ноября 1919 года.

## Биография

### Детство
Клодт Эдуард Карлович родился 7 февраля 1855 в дворянской семье Лифляндской губернии немецкого происхождения в селе Маньковка, Уманского уезда, Киевской губернии, Лютеранского вероисповедания.

### Образование и ранняя карьера
Среднее образование получил в Немировском реальном училище. К военной службе приступил 23 августа 1872 года. После окончания гимназии поступил в Павловское военное училище, после перевелся в Михайловское артиллерийское училище, закончив его в 1875. Закончил учёбу в звании подпоручика в 13-ю артиллерийскую бригаду (4 августа 1875). Позже служил в 6-й резервной артиллерийской бригаде. С 9 декабря 1876 года — поручик. С 18 декабря 1878 года — штабс-капитан

### Карьера в Генеральном штабе
В 1883 поступил в Николаевскую академию Генерального штаба. Окончил в 1886 году (по 1-му разряду). С 21 марта 1886 года Капитан. С 27 марта 1886 года приписан к штабу Кавказского военного округа. 16 августа 1887 года приписан к Генштабу и назначен обер-офицером для особых поручений при штабе Кавказского армейского корпуса. Цензовое командование ротой проходил в 13-м Лейб-гренадерском Эриванском полку (с 31 октября 1888 по 30 октября 1889 гг.). Со 2 апреля 1891 года — подполковник. Штаб-офицер при управлении 1-й Закаспийой стрелкой бриды (с 23 января 1893 по 13 июня 1898 гг.). Со 2 апреля 1895 года — полковник (за отличие). Начальник штаба 1-й Донской казачьей дивизии (С 13 июня 1898 до 21 декабря 1899 гг.). (С 21 декабря 1899 по 11 марта 1902 гг.) — Начальник штаба 41-й пехотной дивизии. Отбывал цензовое командование в 4-м батальоне 97-го Лифляндского пехотного полка (с 1 мая по 1 сентября 1900 гг.). Командир 130-го Херсонского пехотного полка(с 11 марта 1902 до 24 декабря 1903 гг.). 24 декабря 1903 года получил чин генерал-майора за отличие. С 24 декабря 1903 до 27 февраля 1904 года — окружной дежурный генерал штаба Приамурского ВО.

### Русско-японская война 1904—1905
С 27 февраля по 13 ноября 1904 года — дежурный генерал полевого штаба Наместника на Дальнем Востоке. После стал дежурным генералом 1-й Манчжурской армии (с 13 ноября 1904 по 5 сентября 1906). Награждён орденом Св. Станислава 1-й ст. с мечами за отличие.

### Служба после войны
С 5 сентября 1906 по 29 ноября 1908 года — начальник 47-й пехотной резервной бригады (в г. Холм, Варшавской губернии). За отличие 29 ноября 1908 присвоили чин генерал-лейтенанта. С 29 ноября 1908 по 7 августа 1914 года — начальник 8-й Сибирской стрелковой дивизии. С 7 августа по 11 сентября 1914 года — начальник 14-й Сибирской стрелковой дивизии. 11 сентября 1914 года получил звание  генерала от инфантерии, затем отправили в отставку.
В отставке проживал в Москве. После Октябрьской революции арестован ВЧК и расстрелян 23 ноября 1919 года в том же городе.